# Коровай, Фёдор Игнатьевич
Коровай Фёдор Игнатьевич (26 июля 1927, Сумы — 6 марта 1989, Харьков) — украинский исполнитель-домрист.

## Биография
Талант Фёдора Коровая был замечен в конце 1940-х — начале 1950-х годов, во время службы старшим сержантом комендантского взвода Сумского артиллерийского училища. Оркестр под управлением майора Островского, где он был солистом, занял 1-е место на смотре художественной самодеятельности КВО, записи оркестра стали транслироваться по радио, а политуправление подарило училищу домру. Дирижёр оркестра, ставший уже подполковником, Островский, преобразовал оркестр в домровый, а Фёдор Коровай был одним из тех, кто играл на домрах до этого.
По окончании службы Фёдор Коровай поступил в Харьковскую консерваторию по классу домры, в качестве студента консерватории стал лауреатом Всемирного фестиваля молодёжи и студентов в Москве (1957).
В 1960-х Коровай — первый на Украине домрист, работавший в системе «Укрконцерта» исключительно в качестве солиста. Он одним из первых стал выступать с сольными концертами в двух отделениях, а в 1962 году выступил в Концертном зале им. П. И. Чайковского.
В 1963 году сменил своего учителя Николая Лысенко, став старшим преподавателем по классу домры в Харьковской консерватории. Впоследствии — профессор кафедры оркестровых народных инструментов.
В разные годы возглавлял жюри Республиканских смотров-конкурсов студентов средних и высших учебных заведений.
В 1979 году первым среди домристов стал Заслуженным деятелем искусств УССР.

## Вклад в искусство
Фёдор Игнатьевич Коровай — личность чрезвычайно яркая, по мнению многих музыкантов — гениальная.— Н.Костенко «Украинской четырёхструнной домре - 100 лет»
С именем Фёдора Коровая связано становление и развитие сольного домрового исполнительства в 70-е годы. Благодаря его мастерству домра вошла в число академических концертных инструментов. Основоположник «школы Коровая», которую, с точки зрения специалистов, отличала «особая трактовка и полнозвучное звучание домры». Среди его учеников — лауреаты республиканских конкурсов исполнителей на народных инструментах — Д. Остапенко, Г. Хмельницкая, В. Соломин.
Имя Фёдора Коровая внесено в Украинскую музыкальную энциклопедию.